# 下海上国造
下海上国造（しもつうなかみのくにみやつこ・しもつうなかみこくぞう）は、後の令制国の下総国東部、現在の千葉県銚子市、旭市及び香取郡一帯を支配した国造。下菟上国造とも。

## 解説
『先代旧事本紀』「国造本紀」によれば、応神天皇の御世に上海上国造祖の孫久都伎直を国造に定められたとされる。また『古事記』では、天之菩卑能命の子建比良鳥命を下菟上国造の祖とする。
領域には日本全体の40パーセントに相当する80例もの丸木舟を出土した栗山川／椿海水系があり、香取海の水上交通を制した有力勢力だったと考えられている。4世紀から5世紀にはしゃくし塚古墳や三ノ分目大塚山古墳が造営され、上海上国造と合わせ千葉県中部から茨城県、埼玉県、東京都にかけての一帯を支配した「大海上国」ともいうべき勢力圏があったとする説もある。その後6世紀には城山1号墳や御前鬼塚古墳が、7世紀の国造制から律令制への移行期には初期寺院木内廃寺が建立されている。
なお、当国造の領域と上海上国造の領域の間に武社国造の領域がはいっていることから、房総の国造制の展開には少なくとも2段階があったとされ、6世紀に中央から進出した勢力の建てた武社国によって「大海上国」は上・下に分割され、香取海上流に印波国造が進出、さらに千葉国造に続き匝瑳郡が建てられ領域を割かれたとされている。
国造氏族は、「国造本紀」にある久都伎氏（カバネは直）の他、他田日奉氏（同じくカバネは直）が知られる。下海上国造の後裔を称する他田日奉神護は、正倉院文書に「他田日奉部直神護解」を遺し、他田日奉得大理は、万葉集、巻二十 防人歌に、「暁の かはたれ時に 島蔭を 漕ぎ去し船の たづき知らずも」と詠んでいる。また、『続日本紀』延暦4年（785年）正月27日条では、他田日奉徳刀自に外従五位下の位階が授けられ、『日本三代実録』仁和元年（885年）閏3月19日の条によれば、海上郡大領の他田日奉春岳が、百姓の調庸を代納した功績により外従五位下を授けられている。その他、香取神宮は下海上国造の氏神であり、国造を担った他田日奉氏を香取神宮の原始祭祀氏族と推測し、香取氏はその支配下にあったと見る説もある。